# Nasdine Hodja (fumetto)
Nasdine Hodja è una serie di fumetti pubblicata dal dicembre 1946 in Vaillant n. 84, al maggio 1972 in Pif Gadget n. 169. La serie è stata sceneggiata da Roger Lécureux, mentre tre autori si sono succeduti principalmente nel disegno: René Bastard, Pierre Le Guen e Angelo Di Marco.

## Storia
In un Oriente da mille e una notte, Nasdine Hodja, soprannominato "l'inafferrabile", è un trasgressore che vola in aiuto degli oppressi e delle principesse in pericolo. Con la sua battuta come unica arma, è accompagnato dal fedele Kadu-Ka, un formidabile colosso. Insieme, infliggono mille insulti a visir, califfi e altri oppressori della gente comune.

## Ispirazione
L'eroe della serie è liberamente ispirato a Nasr Eddin Hodja, personaggio del folklore popolare turco famoso per la sua commedia e le sue buffonate, di cui però costituisce un'interpretazione più orientata al realismo.

## Autori
La sceneggiatura della serie è di Roger Lécureux, che a volte prendeva lo pseudonimo di Hertel e Billon per un episodio del 1956 . René Bastard lo progettò fino al 1951, seguito da Pierre Le Guen dal 1953 al 1969 poi da Angelo Di Marco fino al 1972
Inoltre, René Violet ha prodotto due storie nel 1950 e nel 1951 e Eduardo Teixeira Coelho ha disegnato nel 1972 un episodio unico della serie nell'almanacco dell'umanità . Inoltre, Pierre Le Goff ha disegnato l'episodio L'Émir Oiseau in Pif Vaillant n° 1236 dopo la partenza di Pierre Le Guen. Questo lascia incompiuto un altro episodio dopo la rottura con le edizioni Vaillant, Il Gigante Giallo, finalmente pubblicato in Pif Vaillant n. 1231 dopo essere stato completato da un autore fino ad oggi sconosciuto.

## Album
I disegni di Pierre Leguen sono stati oggetto di un album pubblicato da Éditions Vaillant nel 1963 e di due raccolte della raccolta “Les Grandes aventures” nel 1960 e nel 1961 . Questi album sono stati prodotti in un unico volume dalle Éditions du Fromage nel 1979. Nel 2005, la raccolta “Patrimoine BD” di Glénat ha dedicato un album alla serie contenente tre avventure di Nasdine Hodja. Dal 2007, Éditions du Taupinambour pubblica le avventure di Nasdine Hodja. Ad oggi sono stati pubblicati 16 volumi, di cui i primi nove della prima serie disegnati da Pierre Le Guen, il decimo da René Bastard ei sei numeri della seconda serie da Angelo di Marco.
Un piccolo formato tascabile fu pubblicato brevemente nel 1967/68 con il titolo di "The Elusive Pocket" con inediti per ogni episodio di cento pagine nella prima parte. La rivista conteneva anche giochi nella parte centrale e copertine dei migliori episodi nelle parti finali. I primi due numeri sono prodotti da Pierre Le Guen, i numeri 3 e 4 da Pierre Le Goff.

## Pioniere
Nel 1957 dal n. 1 il Pioniere, giornale per ragazzi dell'Associazione Pionieri d'Italia (API), pubblicò le strisce di Nasdine Hodja in italiano su concessione del giornale per ragazzi francese Vaillant.